# Monique Moullé-Zetterström
Monique Lucette Mauricette Moullé-Zetterstrøm (født 1948 i Orléans, Frankrig) er en fransk erhvervsleder, der blev kendt for at være direktør for teleselskabet Mobilix (senere Orange) i Danmark fra 1997 til 2002.
Moullé-Zetterström blev ansat i France Télécom i 1968, og blev i 1978 uddannet i psykologi og sociologi fra Sorbonne. Senere har hun læst organisationspsykologi ved Institut d'études politiques de Paris. Samme år blev hun HR-chef i France Télécom. I 1983 blev hun organisationschef, og i 1986 direktør for Affaires Generales i det dengang nyetablerede datterselskab France Télécom Mobile. Hun flyttede til Stockholm i 1992 efter at have mødt sin svenske mand, den tidligere Telia-chef Yngve Zetterström, to år tidligere. Her blev hun nordisk direktør for France Télécom.
Da France Télécom gik ind på det danske mobilmarked med selskabet Mobilix i 1997, blev Monique Moullé-Zetterström dets direktør. Med tydelig fransk accent markedsførte hun selskabet med Samtale fremmer forståelsen i en række tv-spots. Selskabet, der var ejet 54% af France Télécom, 32% af fem finansielle institutioner og 14% af Banestyrelsen, skiftede i 2001 navn til Orange A/S. I 2002 forlod Moullé-Zetterström imidlertid Danmark for at blive vicedirektør i moderselskabet, Orange SA. Siden 2008 har hun været forfatter på fuld tid.
Monique Moullé-Zetterström blev kåret til årets erhvervskvinde i 2001.